# 小野村 (島根県)
小野村（おのむら）は、島根県美濃郡にあった村。現在の益田市の一部にあたる。

## 地理
北側は日本海に面していた。
- 河川：喜阿弥川、戸田川、宮田川、二見川、飯浦川[1]

## 歴史
- 1889年（明治22年）4月1日、町村制の施行により、美濃郡戸田村、喜阿弥村、小浜村、飯浦村が合併して村制施行し、小野村が発足[1][2]。
- 1925年（大正14年）3月8日 - 山陰本線が延伸。石見小浜駅が開業。駅前で開通祝賀会が開催される[3]。
- 1952年（昭和27年）8月1日 - 美濃郡益田町、安田村、北仙道村、豊川村、豊田村、高城村、中西村と合併し市制施行して益田市を新設して廃止された。

### 地名の由来
小野族の移住開拓に基づく。

## 産業
漁業

## 交通

### 鉄道
- 1923年（大正14年）- 国有鉄道山陰本線 戸田小浜駅開設[1]
- 1927年（昭和2年）- 国有鉄道山陰本線 飯浦駅開設[1]

### 港湾
- 飯浦港[1]

## 教育
- 1950年（昭和25年）- 小野公民館開設[1]。